# San Antonio la Isla
San Antonio la Isla é um município do estado do México, no México.